# Рачкевич, Владислав
Владислав Рачкевич (пол. Władysław Raczkiewicz; 16 [28] января 1885, Кутаиси, Кутаисская губерния, Российская империя — 6 июня 1947, Ритин, Великобритания) — польский политический, общественный и военный деятель.
Участник первой мировой и советско-польской войн, министр внутренних дел при четырёх правительствах (1921, 1925—1926 и 1935—1936), сенатор и маршал Сейма (1930—1935), воевода новогродский, виленский, краковский, поморский, президент Польши (1939—1947).

## Биография

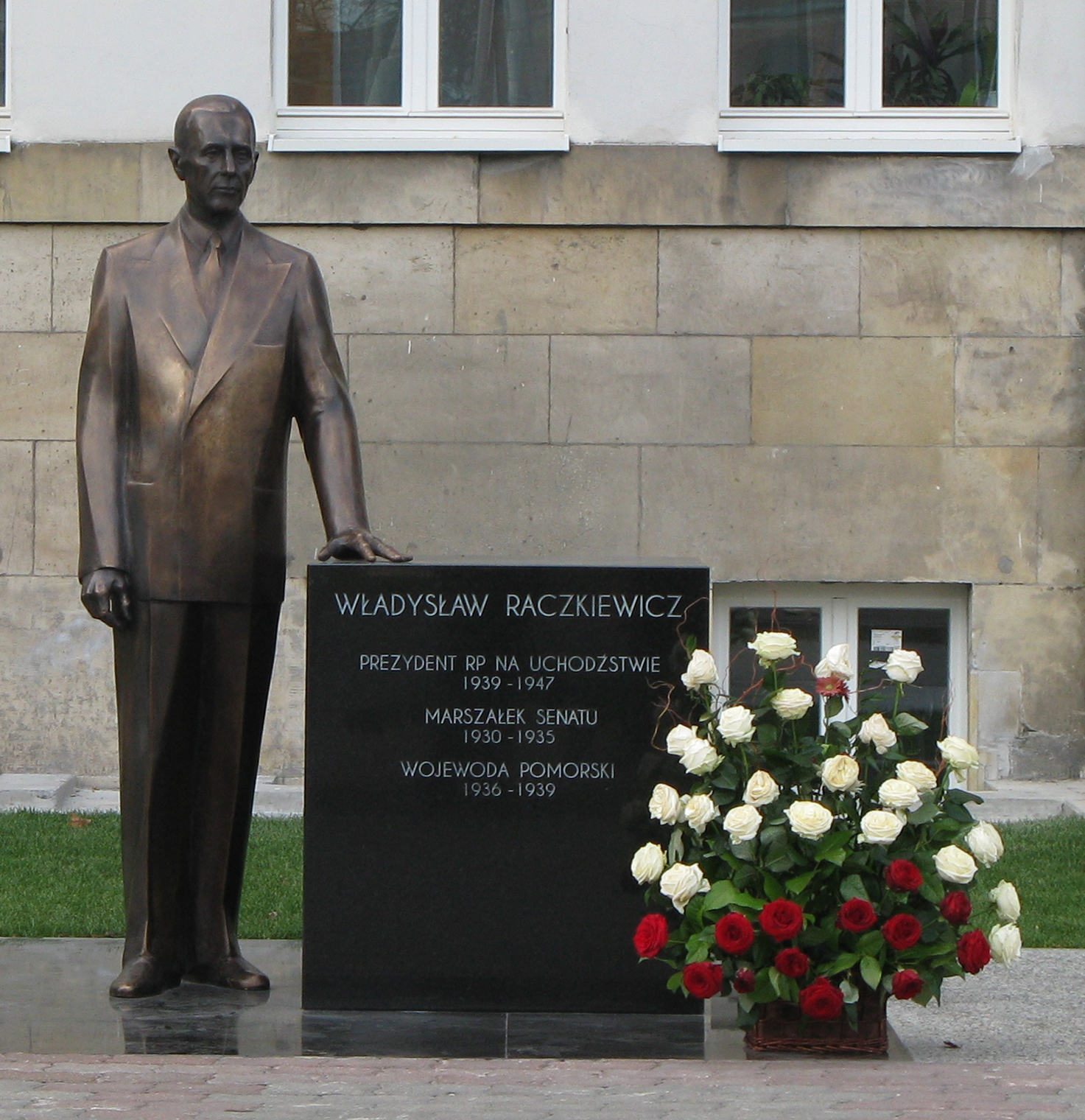
Памятник Рачкевичу в Торуни

Родился 16 (28 января) 1885 года в г. Кутаиси Российской империи. Сын судьи.
Во время учёбы на юридическом факультете Петербургского университета вступил в молодёжную польскую националистическую организацию. Окончил юридический факультет Дерптского университета, после чего работал юристом в Минске.
После начала Первой мировой войны бежал из России в Австро-Венгрию, где примкнул к возглавляемому Ю. Пилсудским польскому националистическому движению. В составе польских легионов участвовал в боях с русскими войсками.
В июле 1917 года был арестован и брошен в тюрьму. В 1918 году — освобождён и привлечён Пилсудским к созданию независимой Польши. В 1921—1930 годах — министр внутренних дел, в 1930 году был избран сенатором, 9 декабря 1930 года стал маршалком (председателем) сената.
С 10 июля 1935 года — министр внутренних дел. После поражения Польши, в сентябре 1939 года, бежал в Париж, где избран президентом Польши вместо интернированного в Румынии И. Мосцицкого.
Умер 6 июня 1947 года в Великобритании.

## Память
- В 2010 году в Тарту (Эстония) была открыта мемориальная доска Рачкевичу[1].
- В городе Торунь (Польша) ему установлен памятник.
- В городе Кутаиси (Грузия) ему установлена мемориальная доска на трёх языках , а также назван сквер в честь дружбы народов Польши и Грузии.